# Бак Лијеу
Бак Лијеу (виј. Bac Lieu) је једна од 58 покрајина Вијетнама. Налази се у региону Делта Меконга. Заузима површину од 2.584,1 km². Према попису становништва из 2009. у покрајини је живело 856.518 становника. Главни град је Bạc Liêu.